# ژان بشلر
ژان بشلر(به انگلیسی: Jean Beachler ؛ ۲۸ مارس ۱۹۳۷ – ۱۳ اوت ۲۰۲۲) جامعه‌شناس و استاد دانشگاه اهل فرانسه بود.

## زندگی‌نامه
ژان بِشِلر درسال ۱۹۳۷ در ایالت لورن فرانسه زاده شد.  وی تحصیلات عالی خویش را در دانشگاه‌ استراسبورگ و دانشگاه پاریس در رشته‌های تاریخ ، جغرافیا و جامعه‌شناسی به پایان رساند. 

## کتاب‌ها
- پدیده‌های انقلابی (۱۹۷۰)
- خاستگاه‌های سرمایه‌داری (۱۹۷۱)
- ایدئولوژی چیست؟ (۱۹۶۷)
- قدرت ناب (۱۹۷۸)
- دموکراسی‌ها (۱۹۸۸)